# 圣布雷斯 (热尔省)
圣布雷斯（法語：Saint-Brès，法語發音：[sɛ̃ bʁɛs]）是法国热尔省的一个市镇，属于孔东区。

## 地理
圣布雷斯（43°46'45"N, 0°46'11"E）面积5.89 平方千米，位于法国奧克西塔尼大區热尔省，该省份为法国西南部内陆省份，北起顺时针与洛特-加龙省、塔恩-加龙省、上加龙省、上比利牛斯省、大西洋比利牛斯省和朗德省接壤。
与圣布雷斯接壤的市镇（或旧市镇、城区）包括：巴若内特、古茨、马拉瓦、蒙福尔、圣热姆、泰博斯克。

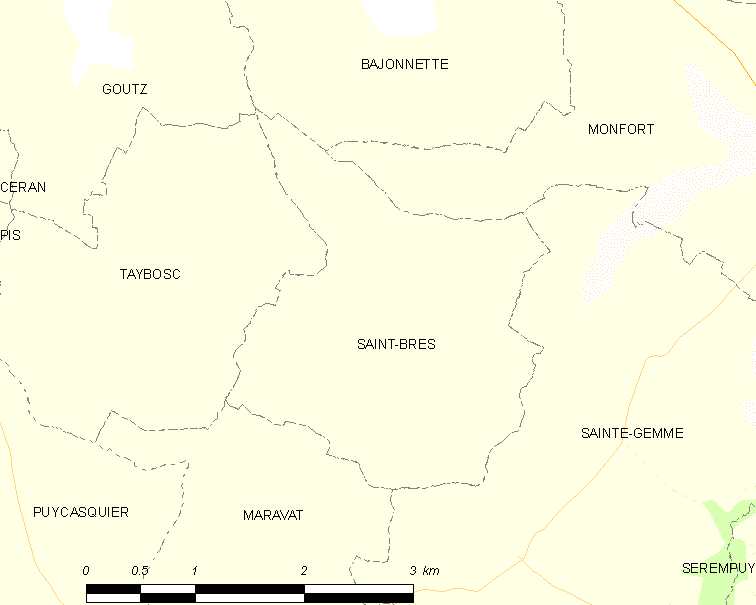
的OSM定位图

圣布雷斯的时区为UTC+01:00、UTC+02:00（夏令时）。

## 行政
圣布雷斯的邮政编码为32120，INSEE市镇编码为32366。

## 政治
圣布雷斯所属的省级选区为日莫讷-阿拉茨县。

## 人口

1962-2008年间人口变化图示

圣布雷斯于2022年1月1日时的人口数量为71人。